# 球毛蚶
，是魁蛤目魁蛤科Potiarca的一种。主要分布于印度尼西亚、中国大陆、台湾，常栖息在浅海沙底、水深11－14米。